# Les Déchaînés
Pour plus de détails, voir Fiche technique et Distribution.
Les Déchaînés (titre original : A Private's Affair) est un film américain réalisé par Raoul Walsh, sorti en 1959.

## Synopsis
Luigi Maresi, un pseudo beatnik de New York, Mike Conroy, un propriétaire de ranch dans l'Oregon, et Jerry Morgan, de Long Island, se retrouvent appelés pour le service militaires. Affectés au même baraquement, ils deviennent vite amis. Lors d'une soirée au club de la base, Mike rencontre Katey Mulligan, une WAC qui travaille dans les relations publiques, Luigi rencontre Louise, l'amie d'enfance de Jerry et Jerry rencontre Marie, la voisine de Luigi. Peu après, Jim Gordon, un présentateur de télévision, vient auditionner pour un radio-crochet réservé aux militaires. Il entend par hasard Jerry, Mike et Luigi chanter et les engage pour le spectacle. Lorsqu'ils apprennent qu'ils doivent passer une semaine à New York pour les répétitions, Jerry et Luigi s'arrangent pour y retrouver Marie et Louise. Mais avant de quitter la base, Jerry contracte une laryngite et est envoyé à l'hôpital. Le même jour, Elizabeth Chapman, la première femme au poste de Secrétaire adjoint aux armées, visite l'hôpital.
À la suite d'un quiproquo, Jerry va se trouver marié à Elizabeth Chapman, ce qui va l'entraîner dans une suite de péripéties qui se termineront néanmoins par l'annulation de ce mariage et son arrivée à temps pour le spectacle à New York.

## Fiche technique
- Titre original : A Private's Affair
- Titre français : Les Déchaînés
- Réalisation : Raoul Walsh
- Scénario : Winston Miller (en)
- Direction artistique : Lyle R. Wheeler, Walter M. Simonds (en)
- Décors : Walter M. Scott, Stuart A. Reiss
- Costumes : Adele Balkan
- Photographie : Charles G. Clarke
- Son : Bernard Freericks, Harry M. Leonard (en)
- Montage : Dorothy Spencer
- Musique : Cyril J. Mockridge
- Direction musicale : Lionel Newman
- Chorégraphie : Alex Romero
- Production : David Weisbart
- Société de production : Twentieth Century-Fox Film Corporation
- Société de distribution : Twentieth Century-Fox Film Corporation
- Pays d'origine :  États-Unis
- Langue originale : anglais
- Format : couleur — 35 mm — 2,35:1 (CinemaScope) — son Stéréo 4 pistes
- Genre : Comédie
- Durée : 93 minutes
- Dates de sortie :
  - États-Unis : 14 août 1959
- Affiche : Boris Grinsson (France)

## Distribution
- Sal Mineo : Luigi Maresi
- Christine Carrère : Marie
- Barry Coe (en) : Jerry Morgan
- Barbara Eden : Katey Mulligan
- Gary Crosby : Mike Conroy
- Terry Moore : Louise
- Jim Backus : Jim Gordon
- Jessie Royce Landis : Elizabeth Chapman
- Robert Burton : Général Hargrave
- Alan Hewitt : Major Hanley
- Robert Denver : Mackintosh
- Tige Andrews (en) : Sergent Pickerell
- Rudolph Anders : Dr Leyden

## Chansons du film
- It's the Same Old Army, If You're Willing to Be Mine et 36-24-36 : paroles et musique de Jimmy McHugh, Jay Livingston et Ray Evans